# Sarala (Ort)
Sarala (russisch Сарала) ist ein Dorf (selo) in der Republik Chakassien (Russland) mit 918 Einwohnern (Stand 14. Oktober 2010).

## Geographie
Der Ort liegt knapp 200 km Luftlinie nordwestlich der Republikhauptstadt Abakan im östlichen Teil des Kusnezker Alatau. Er befindet sich am linken Ufer der namensgebenden Sarala wenig oberhalb ihrer Mündung in den Schwarzen Ijus (Tschorny Ijus), den linken Quellfluss des Tschulym.
Sarala gehört zum Rajon Ordschonikidsewski und ist von dessen Verwaltungssitz Kopjowo etwa 40 km in südwestlicher Richtung entfernt. Das Dorf ist Sitz und einzige Ortschaft der Landgemeinde (selskoje posselenije) Saralinski selsowet.

## Geschichte
Die Ortschaft entstand im 18. Jahrhundert als chakassischer Ulus. Ab dem 19. Jahrhundert wurde in der Umgebung Bergbau betrieben, vorwiegend auf Gold. Insbesondere ab der Entdeckung des Saralinskoje-Goldvorkommens am Oberlauf der Sarala, etwa 40 km südwestlich, im Jahr 1898 spielte das am Zufahrtsweg gelegene Dorf eine wachsende Rolle. 1929 erhielt es als logistisches Zentrum des Bergbaugebietes den Status einer Siedlung städtischen Typs. Mit der Entwicklung der näher zum eigentlichen Bergbaugebiet liegenden Siedlungen städtischen Typs Ordschonikidsewski (seit 1993 Dorf als Ordschonikidsewskoje), Priiskowy (seit 2001 Dorf als Priiskowoje) und Solotogorski (um 1960 aufgegeben) in den 1940er-Jahren verlor Sarala seine Bedeutung, und wurde bereits 1947 wieder in ein Dorf umgewandelt. Die Einwohnerzahl sank zwischen 1939 und 1959 von fast 15.000 auf unter 3.000, und bis heute kontinuierlich weiter bis unter 1.000.

### Bevölkerungsentwicklung
| Jahr | Einwohner |
| ---- | --------- |
| 1939 | 14.729    |
| 2010 | 918       |

Anmerkung: Volkszählungsdaten

## Verkehr
Das Dorf liegt an der von Kopjowo, wo sich die nächstgelegene Bahnstation an der Strecke Atschinsk – Abakan befindet, kommenden Lokalstraße 95N-501, die als 95N-502 weiter die Sarala aufwärts bis nach Priiskowoje führt.